# Chiesa di San Pietro in Vinculis (Salerno)
La chiesa di San Pietro in Vinculis di Salerno si trova in piazza Portanova ed in origine era sede dell'omonima Confraternita che fu fondata nella seconda metà del XVI secolo per svolgere assistenza ai carcerati. L'edificio attuale ha subito numerose manomissioni e rifacimenti. Dal 1958 è sede delle suore Figlie della Chiesa.

## Storia
Il suo patrimonio artistico è estremamente interessante, il soffitto, decorato da una serie di dipinti agiografici dei Santi Pietro e Paolo, doveva avere una forma a cassettonato ligneo, molto diffuso nel Viceregno di Napoli tra la fine del XVI e gran parte del XVII secolo.
Alcuni dipinti sono della metà almeno del XVII secolo anche se attardati su una cultura tardomanieristica, altri dipinti invece presentano una fattura pittoricistica barocca e non manca qualche quadro rifatto nel XIX secolo.

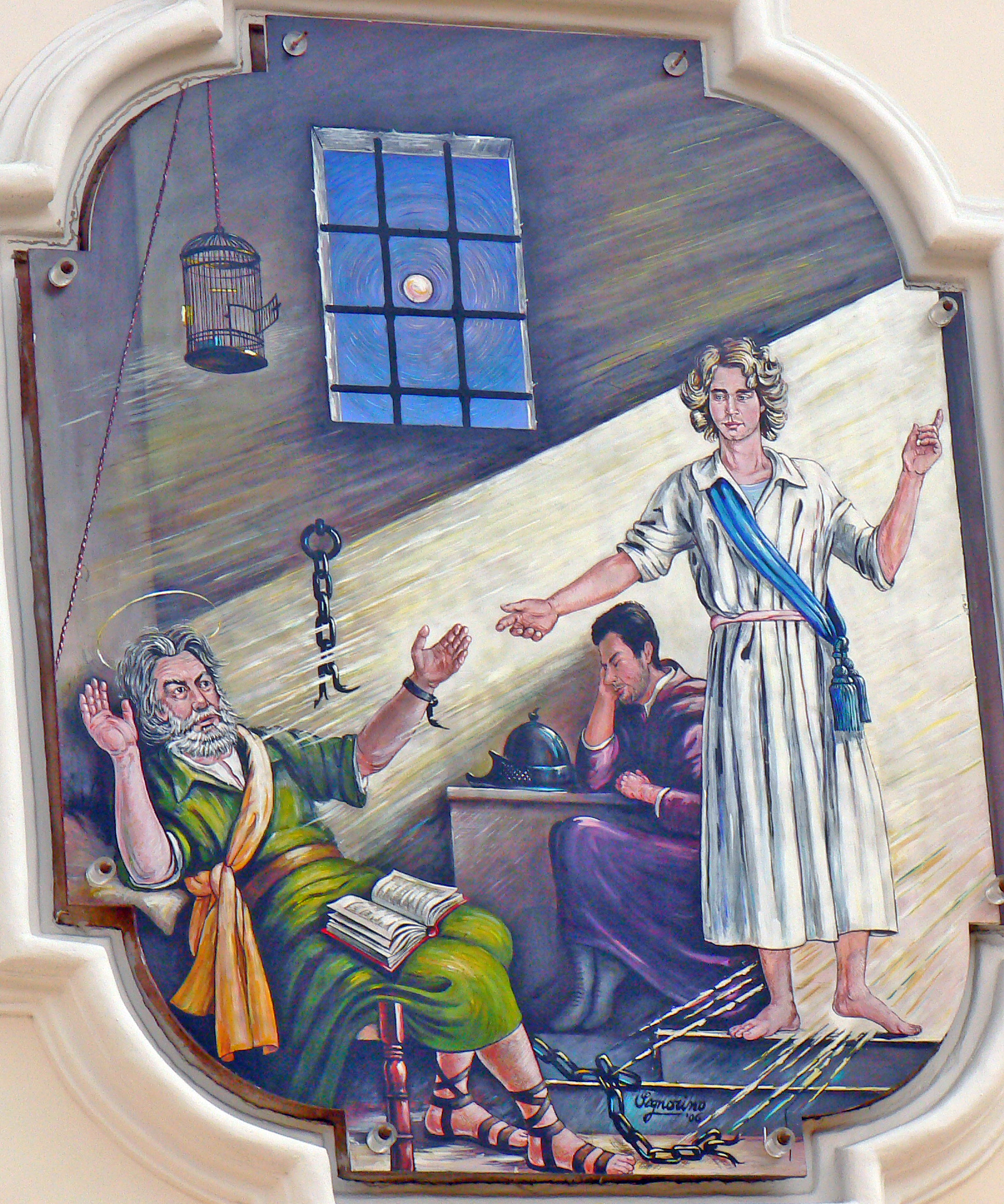
La Liberazione di San Pietro dal carcere sulla facciata

La tela capoaltare è un'opera del pittore Michele Ricciardi firmata e datata 1724, raffigurante Domine quo vadis?. I restanti dipinti della chiesa sono una Apparizione della Madonna con il Bambino a Sant'Antonio, firmata Nicola Luciano e datata 1759, allo stesso autore potrebbe essere attribuita La Madonna in trono con il Bambino, mentre il dipinto raffigurante S. Giuseppe con Bambino reca la firma di Andrea Ingenito.
Un ulteriore arricchimento è venuto da opere recenti del pittore Alfonso Grassi che ha dipinto ad olio su muro due pannelli raffiguranti L'ultima cena su un lato e La cena di Emmaus sull'altro. Recentemente (2006)
il secentesco affresco deteriorato sulla facciata è stato coperto con un pannello, opera del pittore salernitano Mario Signorino, raffigurante La liberazione di San Pietro dal carcere.
Anche l'altare riveste una notevole importanza con i commessi marmorei e soprattutto con le statue dei putti reggifiaccola, che si raccordano con le sculture del Bottiglieri e del Ragozzino nell'Annunziata e con quelle del Crescenzo Trinchese in S.Michele Arcangelo.